# Грегори, Огастес
Чарльз Огастес Гре́гори (англ. Charles Augustus Gregory; 1 августа 1819, Фэрнсфилд, Ноттингемшир, Англия — 25 июня 1905, Брисбен, Австралия) — английский путешественник по Австралии; топограф в Западной Австралии, а позже главный топограф Квинсленда. Старший брат путешественника Фрэнсиса Грегори.
В 1846 году исследовал земли к западу и северу от реки Мерчисон.
После второго путешествия в эти места в 1852 году Грегори предпринимал ещё экспедиции в 1855 году и 1858 году. В этих экспедициях его сопровождал ботаник Фердинанд Мюллер.
В честь Чарльза Огастеса Грегори назван эндемик Австралии — австралийский баобаб, или боаб (Adansonia gregorii).